# Стадіон імені Юрія Гагаріна
Держа́вне підприє́мство "Олімпі́йський навча́льно-спорти́вний центр «Черні́гів» (стадіо́н і́мені Ю́рія Гага́ріна) — футбольний стадіон у Чернігові (Україна).
Домашня арена футбольного клубу «Десна» та Жіночої збірної України з футболу.

## Історія

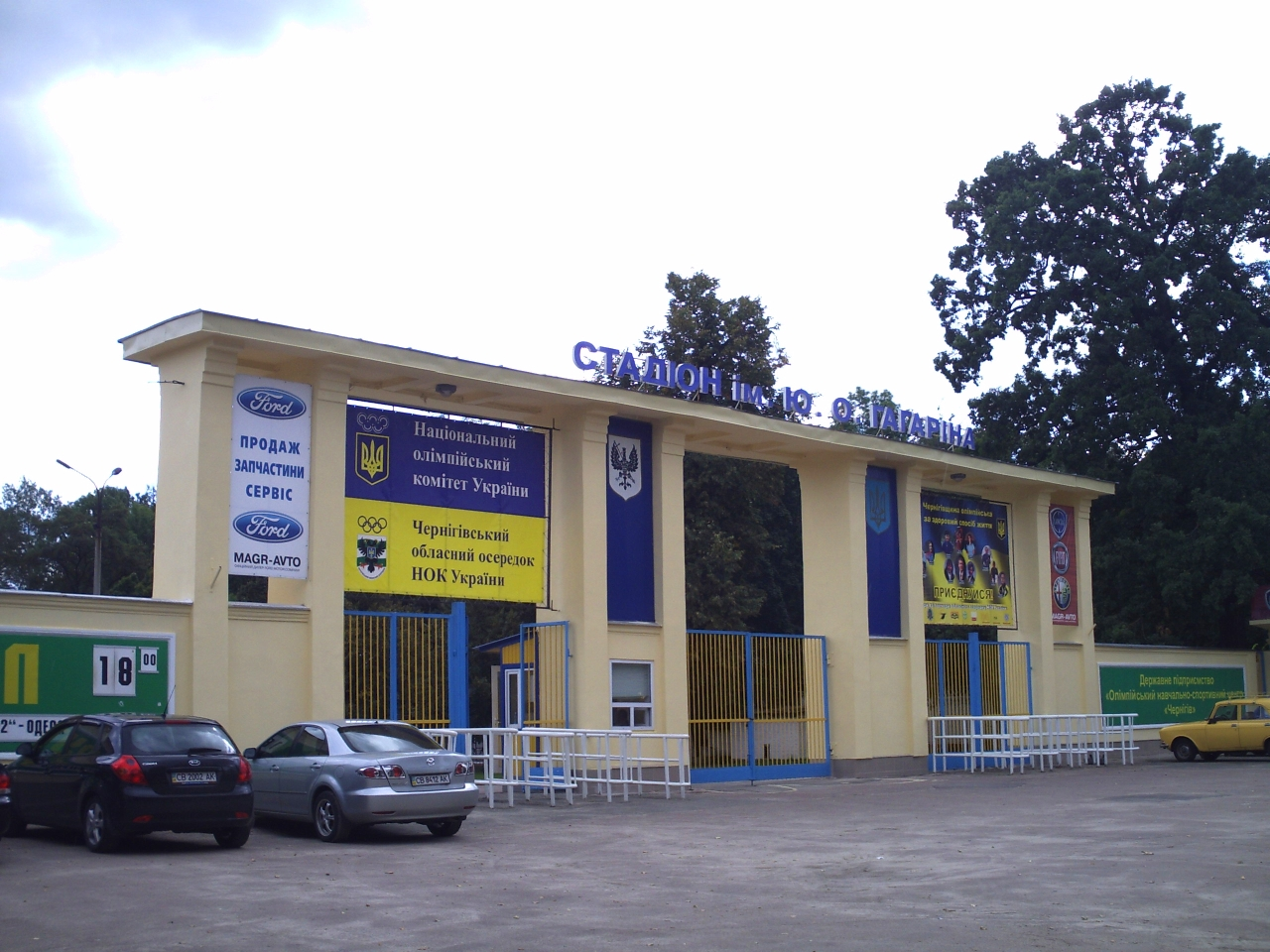
Вхід до стадіону

Історія Чернігівського стадіону бере свій початок з 1936 року. Для будівництва стадіону обрали територію міського саду. На цій території наприкінці 18 століття була дача Чернігівського архієпископа. На початку 19 століття, а саме 1804 року, на місці сучасного стадіону був міський сад.
У 20 столітті, зважаючи на потреби населення займатися спортом, побудували стадіон на 3 тис. глядачів. Під час Другої світової стадіон був сильно пошкоджений бомбардуваннями. Починаючи з 50-х років 20 століття, стадіон будують за новим проєктом, територію обносять муром. Стадіон мав дві трибуни на 7 тис. місць — західна трибуна, і на 4 тис. місць — східна.
У 1961 році стадіону надано ім'я Юрія Гагаріна. 25 травня 1964 року відбулася зустріч мешканців Чернігова з космонавтом. У середині 80-х років стадіон оновили, після чого східна трибуна вже мала 7 тис. місць.
У 2005 році розпочалась реконструкція стадіону, яка завершилась у 2008 році за сприяння тогочасного спонсора ФК «Десна» Олексія Савченка, зокрема на західній трибуні встановлені пластикові сидіння.
У 2016 році розпочалась реконструкція основного та запасного поля, також проходить оновлення технічних приміщень та готелю на території стадіону.
У середині травня 2017 на стадіоні завершили укладання газону.
Чернігівська міська рада офіційно зобов'язалася після передачі в комунальну власність міста стадіону ім. Гагаріна (офіційна його назва — Державне підприємство «Олімпійський навчально-спортивний центр „Чернігів“») використовувати його за цільовим призначенням і не відчужувати в приватну власність. А також — зберегти цей спортивний об'єкт як базу олімпійської підготовки та забезпечити сертифікацію відповідно до вимог Міжнародної асоціації легкоатлетичних федерацій (IAAF). Передача такого об'єкту здійснюється за рішенням Кабінету Міністрів України на підставі згоди органу, уповноваженого управляти державним майном, рішення сесії місцевої ради та за погодженням з Мінфіном, Фондом державного майна.

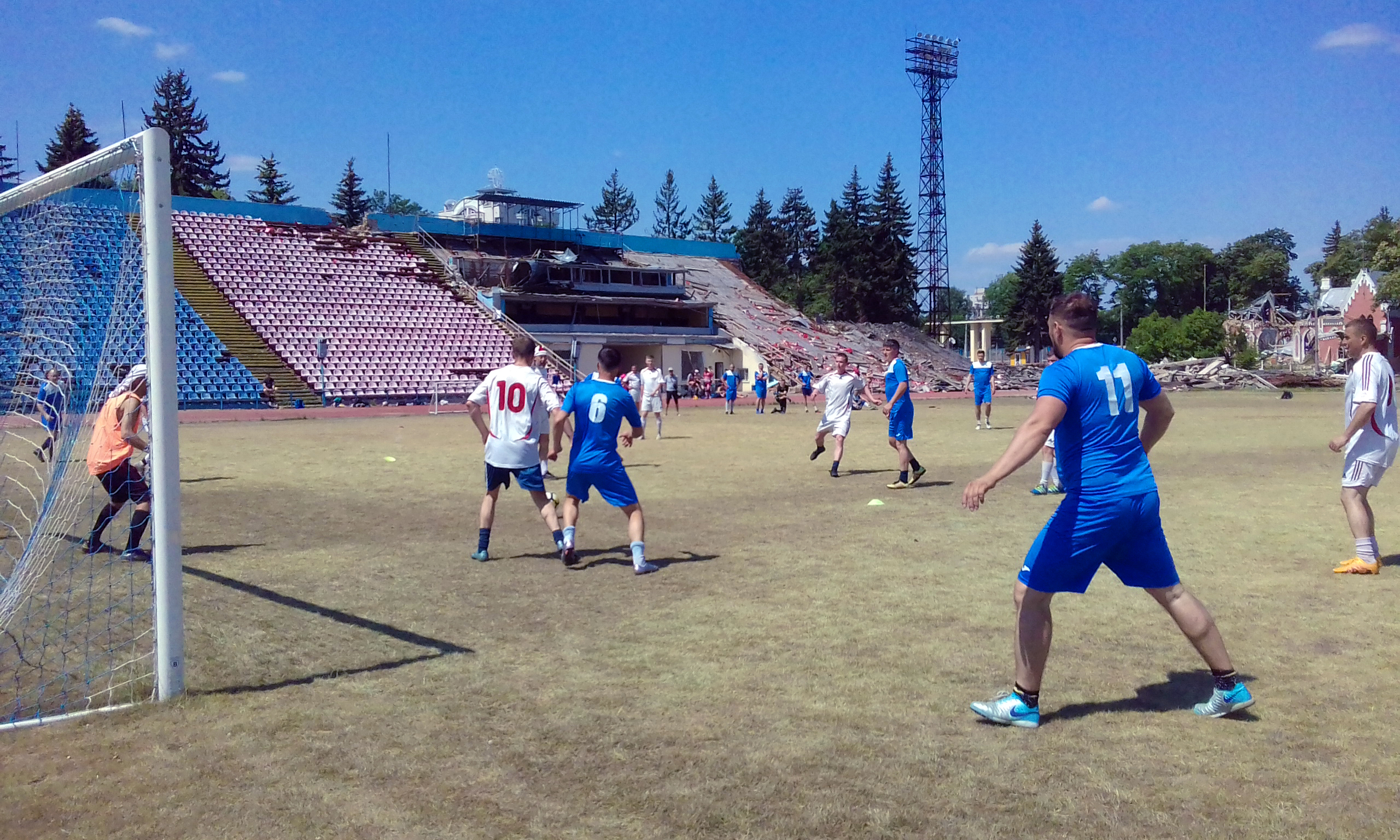
Матч «Десна» — «Альбіон» у рамках турніру «Мацута Open» на зруйнованому російськими військами стадіоні імені Юрія Гагаріна, 11 червня 2022 року

На початку 2016 року керівництво ФК Десна за власний кошт розпочало реконструкцію на стадіоні. До кінця року було повністю замінено основне поле — з системою електропідігріву, водополиву та згідно з сучасними вимогами облаштовано ігрове поле, яке може приймати матчі найвищого рівня. Наступний етап — нове тренувальне поле, яке функціонує і нині. А вже в 2017—2018 роках футбольний клуб Десна провів повну реконструкцію готелю, де тепер є повний комплекс для життя футболістів — кімнати, сауна, басейн, медичний кабінет, їдальня, адміністративні кабінети. У планах футбольного клубу — повна реконструкція стадіону відповідно до вимог УЄФА.

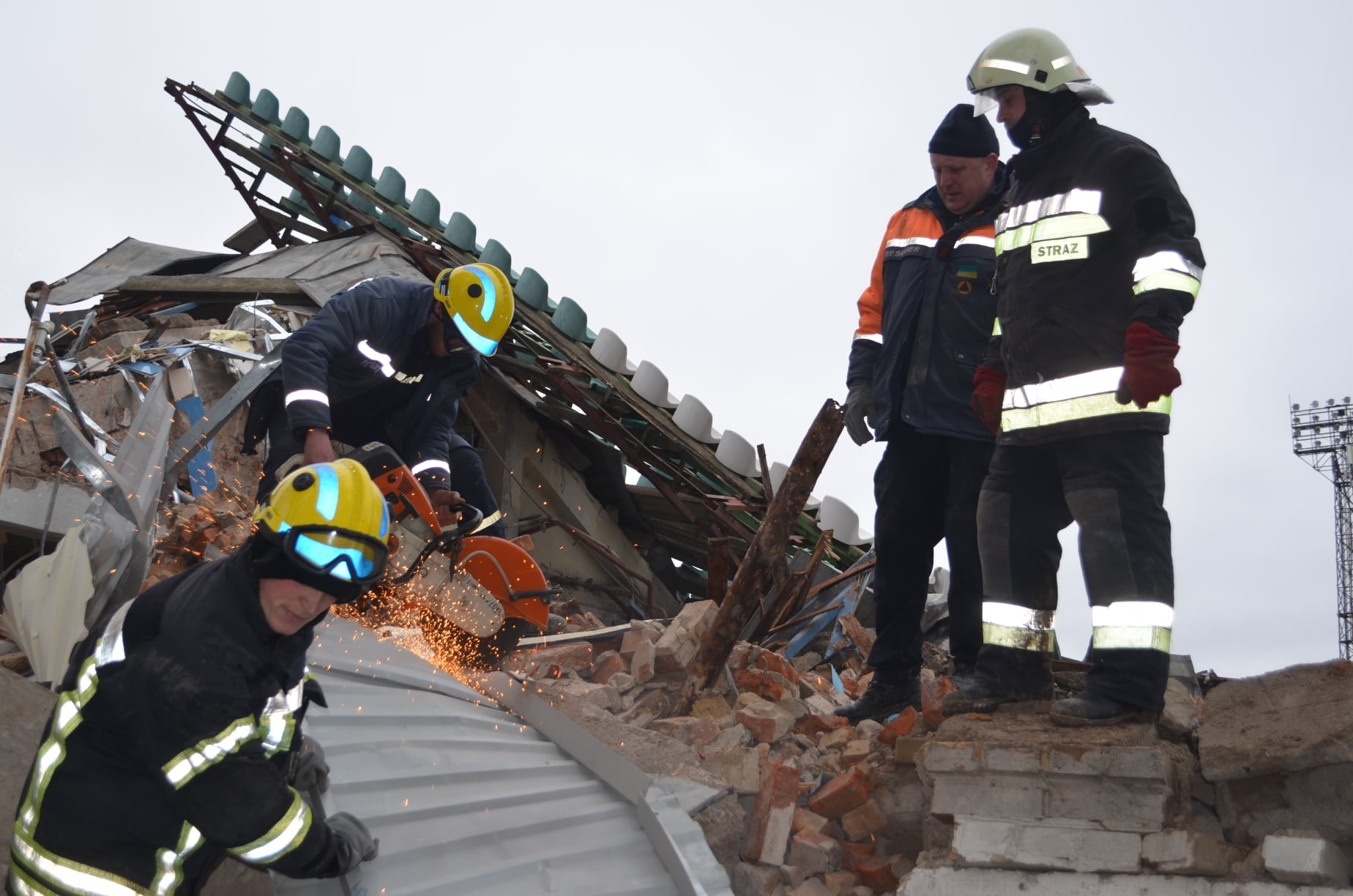
Розбирання руїн після російського бомбардування

5 березня 2022 року під час облоги міста російськими військами східна трибуна стадіону була пошкоджена внаслідок обстрілу російською артилерією приватного житлового сектору поблизу арени. Вночі 11 березня стадіон зазнав значних пошкоджень внаслідок авіабомбардування російськими військами. На стадіон та подвір'я бібліотеки поблизу ворожа авіація скинула три фугасні 500-кілограмові бомби. Внаслідок бомбардування пошкоджено поле арени та зруйнована одна із трибун. 14 квітня міністр культури та інформаційної політики України Олександр Ткаченко повідомив, що Німеччина та футбольний клуб «Боруссія Дортмунд», гравцем якого був вихованець чернігівської школи Андрій Ярмоленко, готові допомогти відновити зруйнований стадіон.
11 червня 2022 року на стадіоні пройшов турнір «Мацута Open» на підтримку колишнього гравця «Десни» Володимира Мацути, який внаслідок наступу окупантів на Чернігів утратив свій будинок. Переміг у турнірі футбольний клуб «Кудрівка».

## Міжнародні матчі

### Жіноча збірна України
| Дата       | Турнір            | Господарі | Гості                | Рахунок | Голи                                                            |
| ---------- | ----------------- | --------- | -------------------- | ------- | --------------------------------------------------------------- |
| 22-06-2008 | Відбір до ЧЄ 2009 | Україна   | Данія                | 1-0     | Апанащенко 28                                                   |
| 27-09-2008 | Відбір до ЧЄ 2009 | Україна   | Португалія           | 1-1     | Сухорукова 6 - Фернандеш 45+1                                   |
| 30-10-2008 | Відбір до ЧЄ 2009 | Україна   | Словенія             | 2-0     | Дятел 3, Апанащенко 71                                          |
| 25-10-2009 | Відбір до ЧС 2011 | Україна   | Боснія і Герцеговина | 7-0     | Пекур 9, 43, Апанащенко 13, 42, Дятел 36, Ходирєва 41, Чорна 48 |
| 20-05-2010 | Відбір до ЧС 2011 | Україна   | Угорщина             | 4-2     | Апанащенко 6, 36, Ходирєва 81, Бойченко 85 - Якобфі 38, 71      |
| 21-08-2010 | Відбір до ЧС 2011 | Україна   | Румунія              | 3-1     | Апанащенко 24, 66, Бойченко 49 - Душа 56                        |
| 25-08-2010 | Відбір до ЧС 2011 | Україна   | Польща               | 3-1     | Бойченко 61, Апанащенко 67, 72 - Тарчинська 18                  |
| 11-09-2010 | Відбір до ЧС 2011 | Україна   | Норвегія             | 0-1     | Мьолде 32                                                       |
| 02-10-2010 | Відбір до ЧС 2011 | Україна   | Італія               | 0-3     | Конті 60, Паніцо 81, Піні 89                                    |
| 22-10-2011 | Відбір до ЧЄ 2013 | Україна   | Словаччина           | 0-0     |                                                                 |
| 16-06-2012 | Відбір до ЧЄ 2013 | Україна   | Фінляндія            | 1-2     | Ходирєва 69 - Талонен 35, 85                                    |

## Готель
Під західною трибуною розташований готель «Спорт».